# Paratge Natural Municipal de la Murta i la Casella
Les valls de la Murta i la Casella formen un Paratge Natural Municipal del municipi d'Alzira (Ribera Alta) amb una superfície de 765,64 ha. Declarat per Acord de la Generalitat Valenciana el 5 de novembre de 2004.
El paratge és un dels enclavaments emblemàtics de la geografia valenciana, especialment pel que fa a la flora. Es troba sotmés a un microclima molt favorable, amb temperatures suaus i un elevat grau d'humitat. En aquestes condicions es desenvolupen unes formacions vegetals amb un alt grau de maduresa, amb la presència de freixes de flor, carrasques, arç blanc, bosquets de llorers, arboços, llorers bords i murtes, espècie que dona nom a una de les valls. Hi ha una destacada presència, tant de nombrosos endemismes de flora, com de rapaces d'alt valor ecològic, com ara l'àguila de panxa blanca i el duc.

## Paisatge
Les abruptes serralades que flanquegen fèrtils valls, com la serra de les Agulles, d'intensa carstificació, palesen l'elevat valor paisatgístic. És aquesta carstificació la que configura un paisatge de gran bellesa que contrasta amb la plana litoral i la vall del riu Xúquer. Des dels pics del Cavall Bernat, la Creu del Cardenal, la Ratlla, o des de l'observatori forestal de l'Ouet, es pot albirar gran part de la Ribera Alta i Baixa.

## Presència humana
D'una manera semblant, aquest paratge disposa d'un interessant patrimoni historicocultural en què destaca la presència del conjunt historicoarquitectònic del monestir dels Jerònims, declarat Bé d'interés cultural, amb nombrosos elements, entre els quals reïxen les ruïnes consolidades del monestir, la casa Senyorial (dins de la qual hi ha un jardí i la capella de la Mare de Déu), el conjunt d'aqüeducte i basses, i un pou de neu.

## Imatges

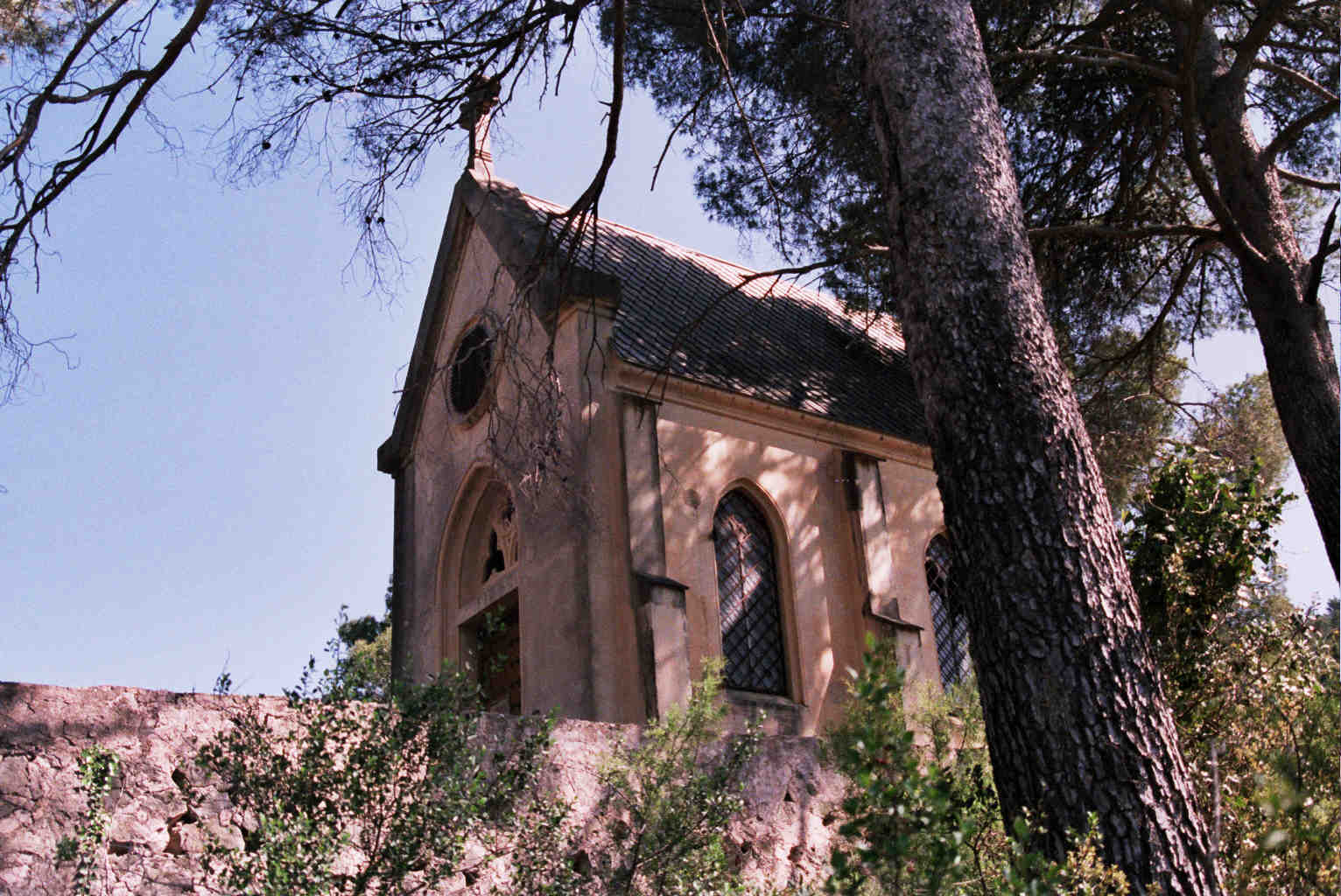
La Casella
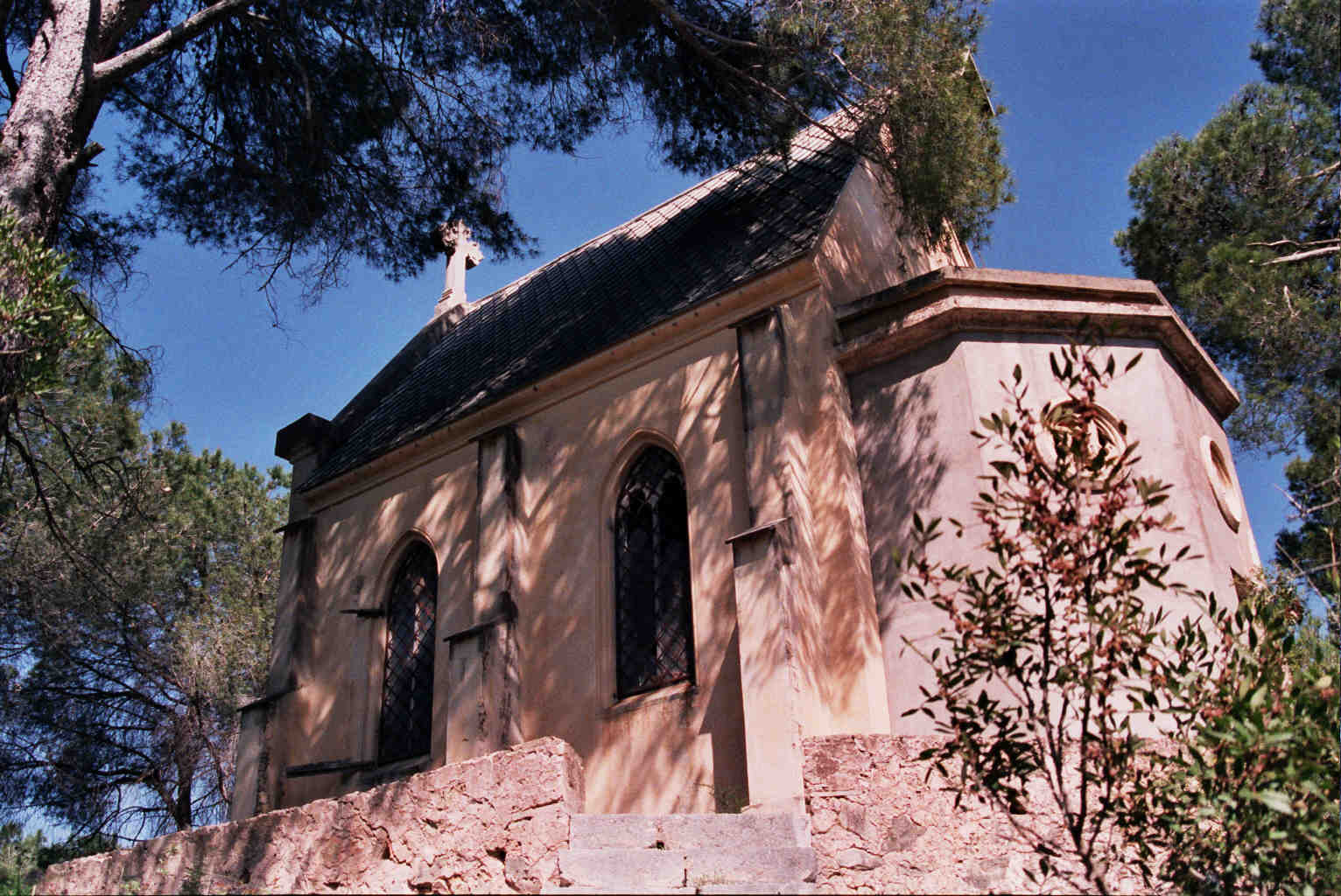
La Casella
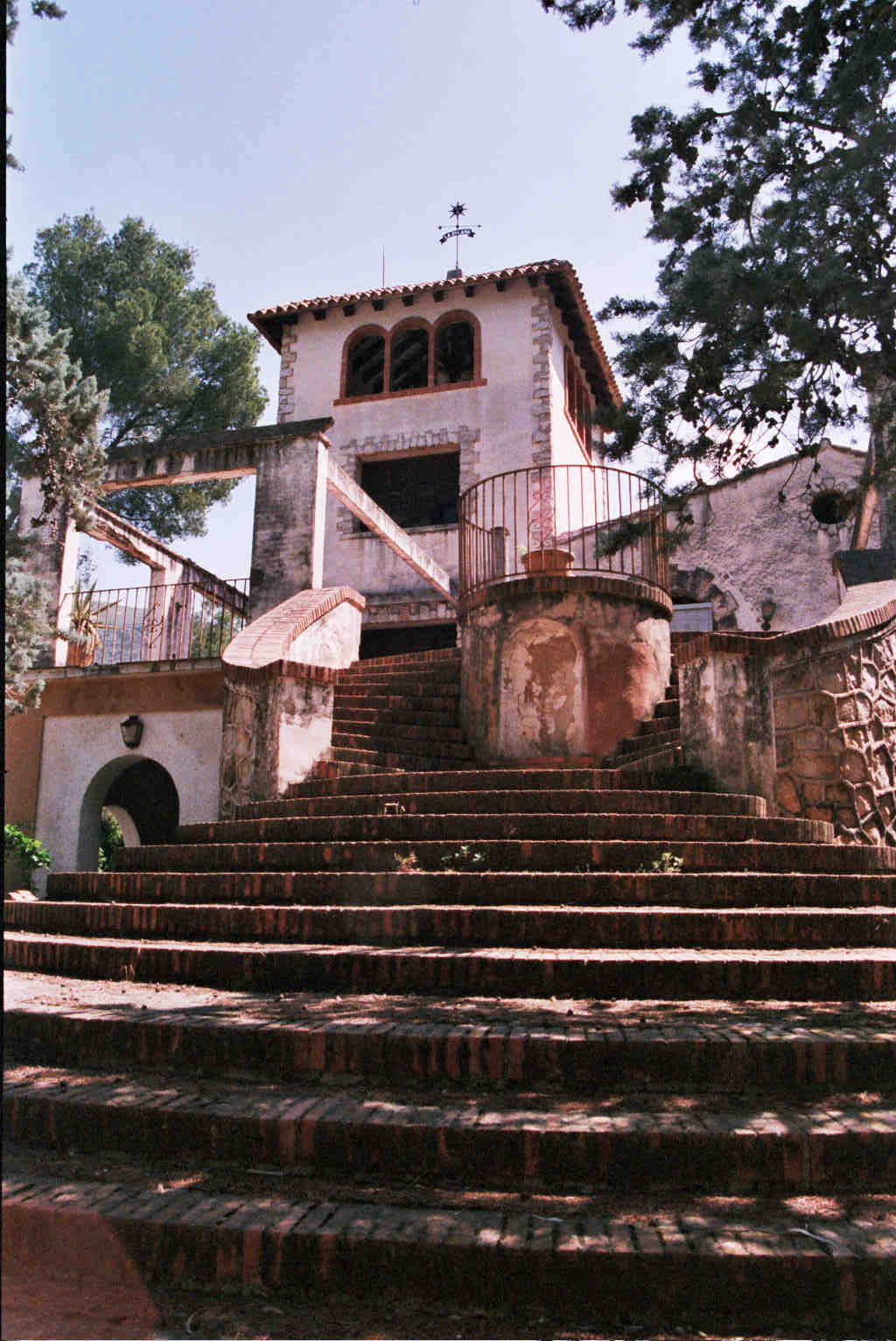
La Casella
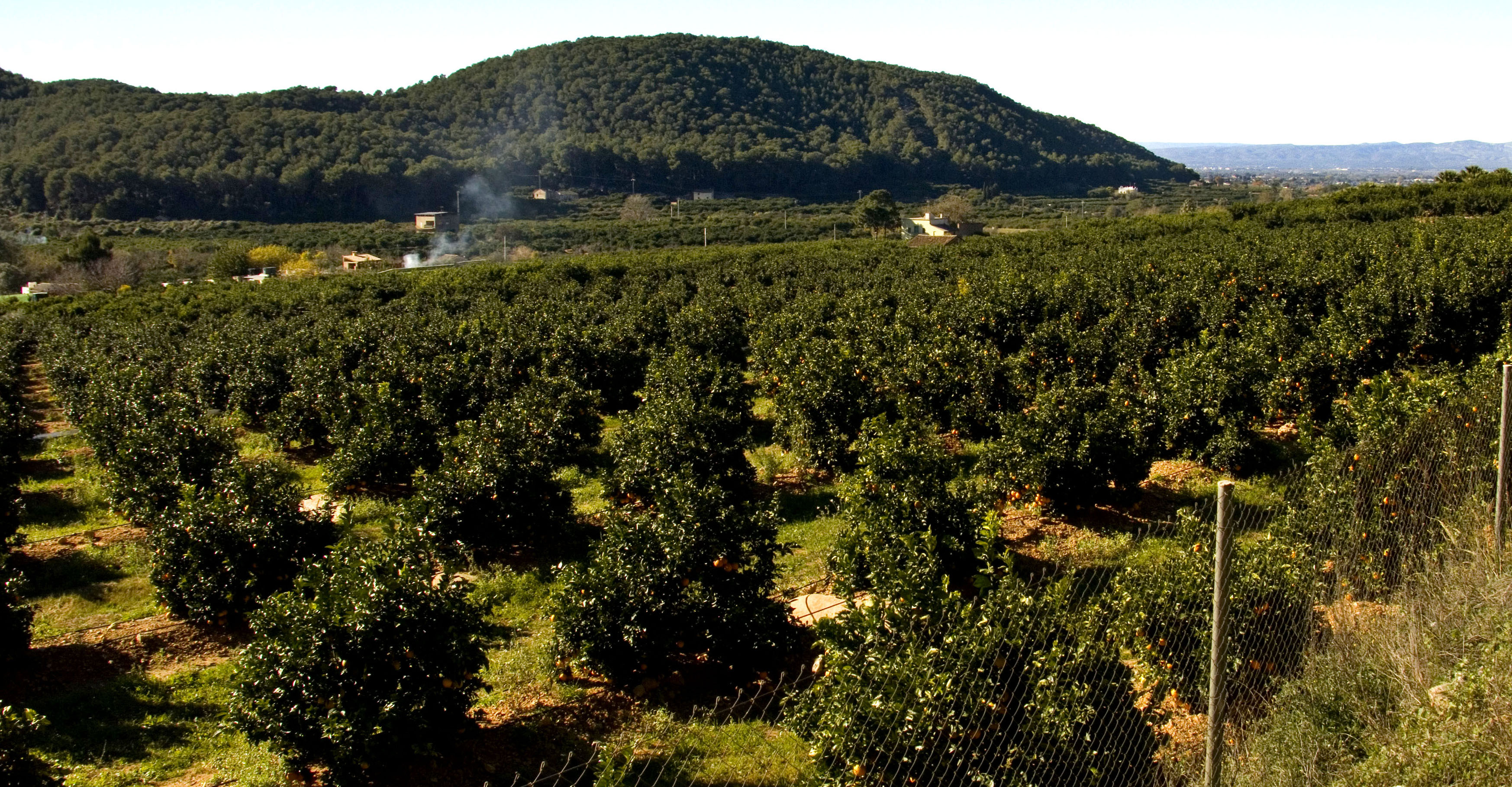
Vall de la Casella
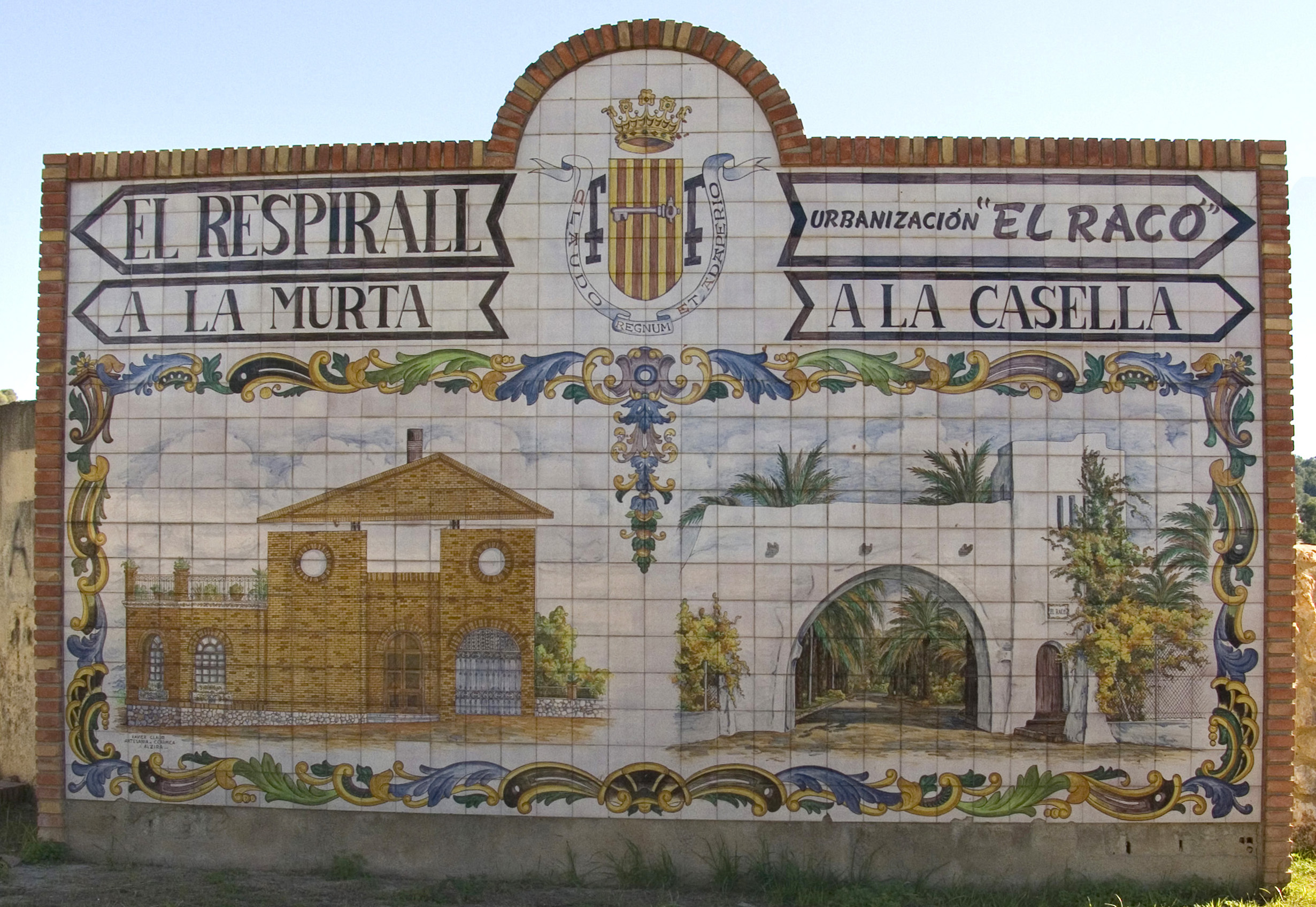
Senyal d'entrada a la Casella i a la Murta